# العلاقات السريلانكية القطرية
العلاقات السريلانكية القطرية هي العلاقات الثنائية التي تجمع بين سريلانكا وقطر.

## مقارنة بين البلدين
هذه مقارنة عامة ومرجعية للدولتين:
| وجه المقارنة                                              | سريلانكا                         | قطر           |
| --------------------------------------------------------- | -------------------------------- | ------------- |
| المساحة (كم2)                                             | 65.61 ألف                        | 11.44 ألف     |
| عدد السكان (نسمة)                                         | 21.44 مليون                      | 2.64 مليون    |
| الكثافة السكانية (ن./كم²)                                 | 326.78                           | 230.77        |
| العاصمة                                                   | سري جاياواردنابورا كوتي، كولمبو  | الدوحة        |
| اللغة الرسمية                                             | اللغة السنهالية، اللغة التاميلية | اللغة العربية |
| العملة                                                    | روبية سريلانكي                   | ريال قطري     |
| الناتج المحلي الإجمالي (بليون دولار)                      | 87.17 مليار                      | 167.61 مليار  |
| الناتج المحلي الإجمالي (تعادل القوة الشرائية) بليون دولار | 246.62 مليار                     | 316.40 مليار  |
| الناتج المحلي الإجمالي الاسمي للفرد دولار أمريكي          | 3.93 ألف                         | 73.65 ألف     |
| الناتج المحلي الإجمالي للفرد دولار أمريكي                 | 11.11 ألف                        | 141.54 ألف    |
| مؤشر التنمية البشرية                                      | 0.757                            | 0.850         |
| رمز المكالمات الدولي                                      | +94                              | +974          |
| رمز الإنترنت                                              | .lk،                             | .qa           |
| المنطقة الزمنية                                           | ت ع م+05:30                      | ت ع م+03:00   |

## منظمات دولية مشتركة
يشترك البلدان في عضوية مجموعة من المنظمات الدولية، منها:
| علم المنظمة | اسم المنظمة                               | تاريخ انضمام سريلانكا | تاريخ انضمام قطر |
| ----------- | ----------------------------------------- | --------------------- | ---------------- |
|             | يونسكو                                    | 14 نوفمبر 1949        | 27 يناير 1972    |
|             | وكالة ضمان الاستثمار متعدد الأطراف        | 27 مايو 1988          | 22 أكتوبر 1996   |
|             | الأمم المتحدة                             | 14 ديسمبر 1955        | 21 سبتمبر 1971   |
|             | الاتحاد البريدي العالمي                   | ?                     | ?                |
|             | البنك الدولي للإنشاء والتعمير             | 29 أغسطس 1950         | 25 سبتمبر 1972   |
|             | المنظمة الهيدروغرافية الدولية             | ?                     | ?                |
|             | الاتحاد الدولي للاتصالات                  | 1897                  | 27 مارس 1973     |
|             | منظمة حظر الأسلحة الكيميائية              | ?                     | ?                |
|             | مؤسسة التمويل الدولية                     | 20 يوليو 1956         | 11 أكتوبر 2008   |
|             | المركز الدولي لتسوية المنازعات الاستشارية | 11 نوفمبر 1967        | 20 يناير 2011    |
|             | منظمة التجارة العالمية                    | ?                     | ?                |
|             | منظمة الشرطة الجنائية الدولية             | ?                     | ?                |

## وصلات خارجية
- موقع وزارة الخارجية السريلانكية
- موقع وزارة الخارجية القطرية